# UQモバイル沖縄
UQモバイル沖縄株式会社（ゆーきゅー もばいる おきなわ、英語: UQ mobile Okinawa Corporation ）は、かつて携帯電話通信網（au 4G LTE）を利用する仮想移動体通信事業者（以下、MVNO）、そして仮想移動体サービス提供者（以下、MVNE）だった。会社名にもある通り、沖縄県を営業エリアとする。

## 概要
沖縄県におけるUQ mobile事業をUQコミュニケーションズ社に代わり展開している。UQコミュニケーションズ社との関係については、同社の親会社である沖縄セルラー電話が、更にその親会社であるKDDI社のau事業を沖縄県内で行っているのに似ている。社名の通り、同社はUQ mobile事業のみを行うもので、UQコミュニケーションズ社の展開するUQ WiMAX事業は行わない。設立当初の社名は「沖縄バリューイネイブラー株式会社」だったが、2016年8月1日を以て現社名へ変更。
2020年10月1日、沖縄県以外のUQ mobile事業をKDDIが承継するのとともに、沖縄セルラー電話が同社を吸収合併した。

## サービス
上述の通り、同社の提供するサービスは全てUQコミュニケーションズ社の提供するUQ mobileブランドのMVNO及びMVNEサービスに準ずる。

## 沿革
- 2014年（平成26年）
  - 9月9日 - 設立。
  - 12月11日 - 同月18日より、KDDIバリューイネイブラー株式会社（現：UQコミュニケーションズ）と共同でUQ mobile事業を開始すると発表[4]。
- 2016年（平成28年）
  - 8月1日 - 現社名へ変更[2]。
  - 11月9日 - UQ mobile販売店としては県内初となる「UQスポットサンエーしおざきシティ」をサンエーしおざきシティ内に出店。同月11日より営業すると発表[5]。
- 2017年（平成29年）2月3日 - 「UQスポットサンエー与勝シティ」をサンエー与勝シティ内にオープン[6]。
- 2020年（令和2年）10月1日 - 沖縄セルラー電話が吸収合併。